# 13e escadrille d'observation polonaise
La 13e escadrille d'observation polonaise est une unité de l'armée de l'air polonaise de l'entre-deux-guerres.

## Historique
Le 1er février 1934 est constituée la 13e escadrille de reconnaissance dans la base de Varsovie-Okęcie. L'escadrille compte cinq sections de trois avions (Potez 25, PWS-5 et PZL Ł.2). En 1934 elle reçoit des avions de coopération Lublin R-XIII. En mai 1939 elle est reéquipée en RWD-14 Czapla. Le 15 août 1939 elle est renommée 13e escadrille d'observation. Le 28 août elle est transférée sur le terrain de  Czerwony Bór près de Zambrów. Elle prend part à la campagne de Pologne au sein du Groupe opérationnel indépendant Narew (Samodzielna Grupa Operacyjna Narew). Le 18 septembre le lieutenant Edmund Piorunkiewicz de l'escadrille d'état-major prend le commandement d'une partie du personnel. Le 25 septembre il forme une section composée de trois appareils (1 PWS et 2 RWD 8). Cette unité effectue les derniers vols de guerre de la campagne qui se poursuivent jusqu'au 4 octobre.